# 1962年飓风阿尔玛
飓风阿尔玛（英語：Hurricane Alma）是1962年大西洋飓风季首场获命名的风暴，比1941年后各大西洋飓风季首场风暴的形成日期都要晚，源自8月26日南佛罗里达近海的东风波。成为热带低气压后，气旋从南佛罗里达上岸，佛罗里达州降下小雨，近海波涛汹涌，整体所受影响很小。8月27日清晨，热带低气压回到大西洋，于当天增强成热带风暴并获名“阿尔玛”。风暴接下来沿美国东岸近海向东北移动，于8月28日在北卡罗莱纳州外滩群岛近海强化成飓风。北卡罗莱纳州东部有电线杆被狂风刮倒，导致停电，该州的经济损失数额约为3.5万美元。风暴潮还在部分地点引起侵蚀。
气旋继续强化，于8月29日达到风力时速155公里的最高强度，在现代萨菲尔-辛普森飓风等级下属二级飓风。不过，阿尔玛当天又在经过新英格兰近海期间减弱成一级飓风。风暴外围雨带产生狂风和降雨，海上波涛汹涌，马萨诸塞州情况特别突出。新英格兰此前正逢旱灾，所以飓风产生的降水颇具助益。马萨诸塞州因狂风导致部分地点停电，电话服务中断。该州近海有上百艘船因海况恶劣被毁。新英格兰的损失数额不足100万美元。飓风蜿蜒向东行进，于9月30日在大西洋西北部弱化成热带风暴，最终于数小时后在新斯科舍南面转变成温带气旋。

## 气象历史
8月14日，电视红外观测卫星在东大西洋发现带有弱环流的东风波。系统向西移动，于8月18日被科研飞机发现。四天后，系统进入加勒比海，整体结构依旧杂乱无章。东风波于8月24日经过古巴东部，再于次日进入佛罗里达海峡。接下来系统终于开始组织，于协调世界时8月26日中午12点在佛罗里达州东南近海发展成热带低气压。不久，气旋以持续风速每小时45公里强度从博卡拉顿附近登陆。系统在距海岸线不远的陆地上行进，于8月27日清晨从匹尔斯堡附近返回大西洋。气旋向东北移动，并在反气旋影响下增强，于当天在佛罗里达州和乔治亚州边界以东约240公里洋面强化成热带风暴并获名“阿尔玛”（Alma）。
风暴沿南、北卡罗莱纳州海岸线平行移动并稳步增强，于8月28日在北卡罗莱纳州哈特拉斯角（Cape Hatteras）近海成为飓风，在此期间最低气压降至986毫巴（百帕，29.1英寸汞柱）。8月29日早上6点，阿尔玛强化成二级飓风，并在几乎同一时间达到风力时速155公里的最高强度，再于行进至马萨诸塞州南塔克特东南偏东约130公里海域时减弱成一级飓风。受加拿大大西洋省份上空的高气压天气系统影响，气旋转向东南偏东，于8月30日降级成热带风暴，并且当天就在新斯科舍最西南角的东南偏南方向约290公里洋面转变成温带气旋。8月31日至9月2日，阿尔玛的残留在高气压天气系统影响下以环形路线移动。9月2日晚，这些残留蜿蜒向东北前进，最终在纽芬兰岛南面逐渐消散。

## 防灾措施和影响

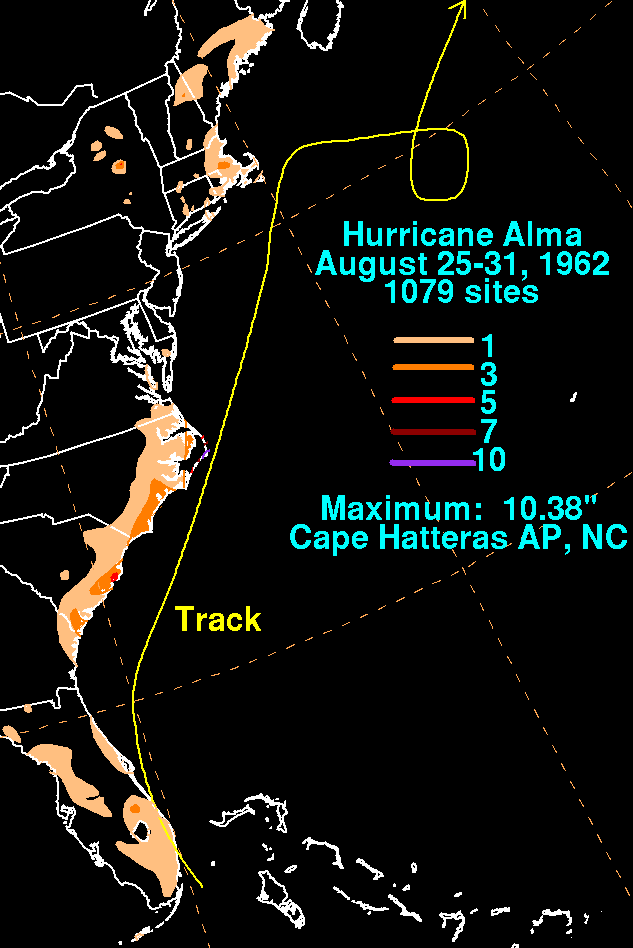
飓风阿尔玛在美国东岸的降水分布

发展成阿尔玛前，东风波就在波多黎各降下暴雨，该岛东南部发生洪灾。8月25日，系统又在阿尔玛成形前一天令佛罗里达州和乔治亚州大西洋海域波涛汹涌，促使气象机构向戴通纳海滩至萨凡纳发布小型船只警告。此外，佛罗里达州和乔治亚州还有部分地区降下小雨。气旋沿美国东岸平行移动期间，气象部门建议南卡罗莱纳州埃迪斯托岛（Edisto Island）至里特河（Little River）河口的小型船只留在港内不要出海。该州沿海部分地区降下暴雨并伴有强烈阵风，但没有报导表明当地因此受到破坏。
虽然飓风的移动路线距陆地很近，但北卡罗莱纳州戴尔县纳格斯黑德（Nags Head）所测最强阵风时速也只达到85公里。阵风将哈特拉斯（Hatteras）的一根电线杆刮倒，导致全镇三分之一地区停电一小时。哈特拉斯出现0.91米的风暴潮，导致一定程度的侵蚀。全美以哈特拉斯角降水最多，达264毫米。北卡罗莱纳州的损失数额约为3.5万美元。阿尔玛的风眼从弗吉尼亚海角（Virginia Capes）东南偏南约110公里海域经过，弗吉尼亚州东部降下小雨并有阵风，沿海地区还出现大浪。全州以诺福克雨量最高，但也只有16毫米，所以没有发生洪灾。汉普顿锚地有0.4米的风暴潮，引发轻度海滩侵蚀。该州以亨利角（Cape Henry）所测持续风速最强，为每小时58公里，但没有造成显著破坏。
风暴的外围雨带导致马萨诸塞州几乎连续降雨40小时，并伴有持续数小时的强烈阵风。降雨总量达到76毫米，但新英格兰此时正遭受旱灾袭击，这些降水整体利大于弊。降雨致使路面湿滑，引发多起交通事故。马萨诸塞州出现0.6米高的风暴潮，引起轻度沿海洪灾，还有上百艘船被阿尔玛产生的大浪摧毁。此外，尚有包括游艇在内的许多小型船只挣脱锚固并撞上岩石。气旋在波士顿产生时速82公里的北向阵风，马萨诸塞州沿海地区风速达到每小时97公里。大风刮倒许多树木，导致部分地区停电，电话服务中断，林恩还有一幢房屋和旁边所停的汽车被砸毁。风雨交加下，米德尔塞克斯县梅尔罗斯（Melrose）民防设施内的警报器因短路而持续报警超过两小时。艾塞克斯县托普斯费尔德（Topsfield）的展览馆内有一顶大帐篷被风刮倒。风暴在黑弗里尔间接引发一起卡车打滑撞人事故，导致一名女子丧生。
飓风在新英格兰其他多地产生降水，罗得岛州沿海地区的风速达到每小时97公里。北面远至新罕布什尔朴次茅斯都因气旋影响受到破坏，降雨范围则向北延伸至缅因州境内。整场风暴在新英格兰造成的经济损失不足100万美元。